# Fabian Gerson
Fabian Gerson (geboren 23. März 1926 in Lodz; gestorben 8. Juni 2011 in Basel) war ein Schweizer Chemiker polnischer Herkunft. Er ist bekannt für seine Arbeiten auf dem Gebiet der Elektronenspinresonanz (ESR, EPR).

## Leben
Fabian Gersons Eltern waren Pinkus (Paweł) Gerson und Dora, geb. Kon. Sein Vater gründete eine eigene Textilfirma im Stadtzentrum von Lodz. Fabian lernte früh aus eigenem Antrieb Lesen, Schreiben und Rechnen. Ab 1932 besuchte er das Jüdische Gymnasium, wo er direkt in die zweite Primarklasse eingestuft wurde. Nach dem Einmarsch der deutschen Wehrmacht zogen im Dezember 1939 seine Mutter und Schwester nach Tschenstochau, er hingegen wurde mit seinem Vater im Lodzscher Zwangsghetto festgehalten und sie kamen erst im Oktober 1940 nach, die Familie wurde im April 1941 im Ghetto Tschenstochau inhaftiert. Im September 1942 wurden seine Eltern und Schwester nach Treblinka deportiert („ohne Abschied von ihnen nehmen zu können“). Er selbst entkam der Deportation und konnte als Zwangsarbeiter eines Rüstungsbetriebs der HASAG in Tschenstochau überleben. Im Januar 1945 wurde er ins KZ Buchenwald abtransportiert, wo er im April befreit wurde.
Im Juni 1945 gelangte er mit einem Transport von Jugendlichen in die Schweiz, wo es an mehreren Stationen jahrelang dauerte, bis er diverse Krankheiten (Lungen- und Knochentuberkulose) auskurieren konnte. Er wurde dabei von der Ärztin und Holocaustüberlebenden Edith Freund, deren Jugendfreundin Niouta Gosh  und vom jüdischen Kinderhilfswerk Œuvre de secours aux enfants unterstützt. Im September 1949 bestand er die Eidgenössische Maturitätsprüfung, im Oktober 1951 begann er mit dem Studium der Naturwissenschaften an der ETH Zürich. 1955 erhielt er das Diplom, 1958 erfolgte seine Promotion bei Vladimir Prelog als Referent und Edgar Heilbronner als Korreferent mit der Arbeit Physikalisch-chemische Eigenschaften und Elektronenstruktur von Aryl-azo-azulenen und 1965 seine Habilitation. Der Inhalt seiner Habilitationsschrift zur ESR-Spektroskopie wurde in Buchform veröffentlicht. 1960 erhielt er die Schweizer Staatsbürgerschaft. 1969 erhielt er eine Professur an der Universität Basel, zunächst als Extraordinarius; 1975 wurde er zum Ordinarius für Physikalische Chemie befördert und 1997 emeritiert.
Im November 1962 heiratete er Ingeborg Waldmann, 1963 wurde ihr Sohn Daniel geboren und 1968 ihre Tochter Deborah.

## Auszeichnungen
- 1967: Werner-Medaille der Schweizerischen Chemischen Gesellschaft

## Veröffentlichungen (Auswahl)
- Hochauflösende ESR-Spektroskopie. Verlag Chemie, Weinheim 1967
- F. Gerson und W. Huber: Electron Spin Resonance Spectroscopy of Organic Radicals. Wiley-VCH, Weinheim 2003, ISBN 978-3-527-30275-8.

Autobiographie
- … ohne Abschied von ihnen nehmen zu können!. Vorwort Daniel Gerson. Berlin : Jüdischer Verlag im Suhrkamp Verlag 2016, ISBN 978-3-633-54277-2, Reihe „Mit meiner Vergangenheit lebe ich“; Heft 13